# 千佛庵
千佛庵位于中国山西省临汾市隰县城西凤凰山，又称小西天，1996年被列为第四批全国重点文物保护单位。

## 历史
小西天建于明朝末年。

## 建筑
小西天坐西朝东，依山而建，高低错落，建筑布局以小巧取胜，曲径通幽，深得园林之妙。由于空间有限，大多为双层建筑。
小西天分为上下两院。上院主要建筑有大雄宝殿、文殊殿和普贤殿、北极殿、马王祠，下院有无量殿、韦陀殿、摩云阁、八卦亭及钟鼓楼。
大雄宝殿面阔五间，进深六椽，单檐悬山顶。

## 悬塑
上院大雄宝殿殿内共有大小泥塑1900余尊，为17世纪悬塑精品，中国悬塑之冠。制作开始于明末崇祯年间，完成于清顺治年间。

## 保护
1996年11月20日，千佛庵由中华人民共和国国务院公布为第四批全国重点文物保护单位，编号4-0134-3-056。

## 衍生
在游戏《黑神话悟空》中，小西天的大雄宝殿是第三回黄眉大王所在地的取景地，在三千极乐小世界，有千百个微缩罗汉。